# МХМ-93
«МХМ-93» (рум. MHM-93) — ныне несуществующий молдавский футбольный клуб из Кишинёва.
Датой основания считается 1993 год, когда клуб был реорганизован из ранее существовавшей команды «Молдавгидромаш» (чемпион Молдавской ССР среди КФК 1990 года). Домашние матчи команда проводила на стадионе «Динамо», который вмещал 2692 зрителей. В сезоне-1993/94 «МХМ-93» занял первое место в молдавском Дивизионе «A». Следующие 3 сезона «МХМ-93» провёл в Национальном дивизионе, выше дебютного 6-го места клубу занять не удавалось. В 1997 году команда была расформирована.

## Достижения
Дивизион «A»
- Победитель (1): 1993/94

## Тренеры
- Николай Есин